# Christian Jakubetz
Christian Jakubetz (* 1965) ist Journalist, Berater und Dozent. Er war Redaktionsleiter bei diversen Tageszeitungen, beim ZDF und N24, danach Redaktionsdirektor von Kirch New Media, Bereichsleiter bei SevenOne Intermedia (ProSiebenSAT1).
Als Dozent arbeitete er an der Deutschen Journalistenschule, der Henri-Nannen-Schule, der RTL-Journalistenschule und an der Bayerischen Akademie für Fernsehen (BAF). Er hält Lehraufträge an der Universität Passau und an der Hochschule Mittweida. Zeitweise war er in der Redaktion der deutschen Wired und erstellte mit Kollegen das Journalisten-Lehrbuch „Universalcode“. Er arbeitete u. a. mit an der "Rundshow" des Bayerischen Rundfunks und bloggt für die FAZ. Jakubetz ist Mitglied der Crossmedia-Arbeitsgruppe Bayern des MedienCampus Bayern.
Er hatte Gastauftritte in der TV-Comedy "Walulis sieht fern". 2014 erschien sein Buch Der 40-Jährige, der aus dem Golf stieg und verschwand.

## Veröffentlichungen
- Transmediales Arbeiten. In: Markus Kaiser (Hrsg.): Innovation in den Medien. Crossmedia, Storywelten, Change Management, München 2013, ISBN 978-3-9815512-0-4[1]
- Crossmedia. 2. Auflage, UVK, Konstanz 2011, ISBN 978-3-86764-239-2.
- mit Ulrike Langer und Ralf Hohlfeld: Universalcode. München 2011, ISBN 978-3-9814228-0-1.
- Der 40-Jährige, der aus dem Golf stieg und verschwand, EFFESS Verlag, 2014, ISBN 978-3-9805056-4-2
- mit Ludwig Kreiner: Brotbacken wie vor 5000 Jahren. Mamming 1992.
- Universalcode 2020, UVK, Konstanz 2016, ISBN 978-3-86764-681-9